# Považský-Chlmec-Tunnel
Der Považský-Chlmec-Tunnel (slowakisch Tunel Považský Chlmec) ist ein 2218 m langer Autobahntunnel in der Slowakei, unweit der im Nordwesten des Landes liegenden Stadt Žilina auf der Autobahn D3, Bauabschnitt Žilina, Strážov–Žilina, Brodno. Er befindet sich nordwestlich des Stadtkerns von Žilina, trägt den Namen des Stadtteils Považský Chlmec, und ermöglicht eine direkte Anbindung von Čadca sowie Tschechien und Polen her an die Autobahn nach Bratislava, ohne das bebaute Stadtgebiet durchfahren zu müssen.
Zur Tunnelanlage gehören zwei Röhren (Länge Nordröhre 2249 m, Südröhre 2186 m) mit Platz für je zwei Fahrspuren. Beide Röhren sind mit acht Sicherheitskorridoren, davon zwei befahrbaren, verbunden und in jeder Röhre sind zwei Nothaltebuchten vorhanden. Die Höchstgeschwindigkeit beträgt 100 km/h.

## Bau
Der Tunnelbau begann mit einem Feierakt am 10. März 2015, neun Monate nach dem offiziellen Baustart des Bauabschnitts Žilina, Strážov–Žilina, Brodno. Es wurde die Neue Österreichische Tunnelbaumethode (NÖT) verwendet, wobei der Vortrieb sowohl vom Westportal (und später vom Ostportal) als auch von einer ungefähr 1200 m vom Westportal entfernten Baugrube in beiden Richtungen erfolgte. Die Lage beider Tunnelportale unmittelbar nach Großbrücken erschwerte deren Errichtung. Nach Fertigstellung der Bohrungsarbeiten wurde die Kalotte sowie Seitenwände beider Röhren in der Baugrube betoniert und danach die Grube ungefähr zum ursprünglichen Niveau zugeschüttet. Der feierliche Durchschlag fand am 28. Januar 2016 statt, die Verkehrsfreigabe erfolgte am 2. Dezember 2017.